# Pugeran
Pugeran is een bestuurslaag in het regentschap Klaten van de provincie Midden-Java, Indonesië. Pugeran telt 1985 inwoners (volkstelling 2010).